# Прудное (Озёрский городской округ)
Прудное (до 1938 — Бриндлакен (нем. Brindlacken), до 1946 — Клайнфритценау (нем. Kleinfritzenau)) — посёлок в Озёрском городском округе, до 2014 года входил в состав Гавриловского сельского поселения.

## История
В 1938 году Бриндлакен был переименован в Кляйнфризенау, в 1945 году — в поселок Прудное.

## Население
| 1818 | 1863 | 1907 | 2002 | 2010 |
| ---- | ---- | ---- | ---- | ---- |
| 34   | ↗40  | ↗56  | ↘30  | ↘25  |